# Trobada gastronòmica
La trobada gastronòmica, mostra gastronòmica, fira gastronòmica o festa gastronòmica és un acte públic o un conjunt d'actes públics en forma de mercat, fira o oferta de productes o plats que gira a l'entorn de la gastronomia i del fet gastronòmic. L'objectiu principal és promoure un producte específic, la gastronomia pròpia d'un indret o d'un col·lectiu, uns cuiners o el sector de la restauració d'un indret, bo i oferint-los a un públic interessat i curiós per a conèixer novetats relacionades amb el menjar i l'alimentació. La trobada gastronòmica pot incloure la recerca gastronòmica. A més, està lligada a un calendari d'activitats, que pot incloure diversos actes: xerrades, conferències, tallers, tasts de productes de qualitat i demostracions de cuina a càrrec de rellevants personalitats del món de la restauració. La trobada gastronòmica pot formar part de l'oferta turística d'un indret, en la qual es lliga el lloc i els seus restauradors amb un producte, i pot tenir un caràcter cíclic en forma de mercat o fira.
Al País Valencià les fires gastronòmiques reben el nom de porrat.

## Trobades gastronòmiques destacades dels Països Catalans[1]
- Festa del Porrat o el Porrat de Sant Francesc, a Alaquàs[2]
- Fira de la coca i el mató de Monistrol de Montserrat[3][4][5]
- Fira de l'oli de la Vall del Corb[6]
- Fira del Vi d'Orxeta[7]
- Fira gastronòmica CuinaArt Menorca[8]
- Fira Gastronòmica de l'Alcúdia[9]
- Fira gastronòmica Tasta-oh! de Juneda[10][11]
- Fòrum Gastronòmica de Barcelona[12]
- Trobada Gastronòmica Marinera de Badalona[13]

## Trobada gastronòmica intercultural
És una trobada gastronòmica que posa l'èmfasi en una mostra de productes i plats cuinats de diversos orígens culturals per tal de conèixer-ne la tradició gastronòmica, tastar-la i aprendre nous plats, productes i tècniques.
És un recurs didàctic molt utilitzat en associacions i administracions que tenen una presència notable de persones d'orígens culturals diversos, per tal de crear cohesió de grup, conèixer altres persones i aprendre nous conceptes culturals a partir del tast de diferents productes i plats cuinats pels mateixos participants.
Des del Consorci per a la Normalització Lingüística, per exemple, s'organitzen moltes trobades gastronòmiques interculturals amb els alumnes dels cursos de català per a adults i dels voluntaris per la llengua. Els serveis locals de català d'Igualada i d'Esparreguera en van ser els pioners, des del 2003 i 2007, respectivament. Actualment es duen a terme a moltes poblacions de Catalunya: Barcelona, Manresa, Sant Andreu de la Barca.